# Le nozze in garbuglio
Le nozze in garbuglio és una òpera en dos actes composta per Domenico Cimarosa sobre un llibret italià de Giuseppe Maria Diodati. S'estrenà a Messina el maig de 1795.